# 松波仁一郎

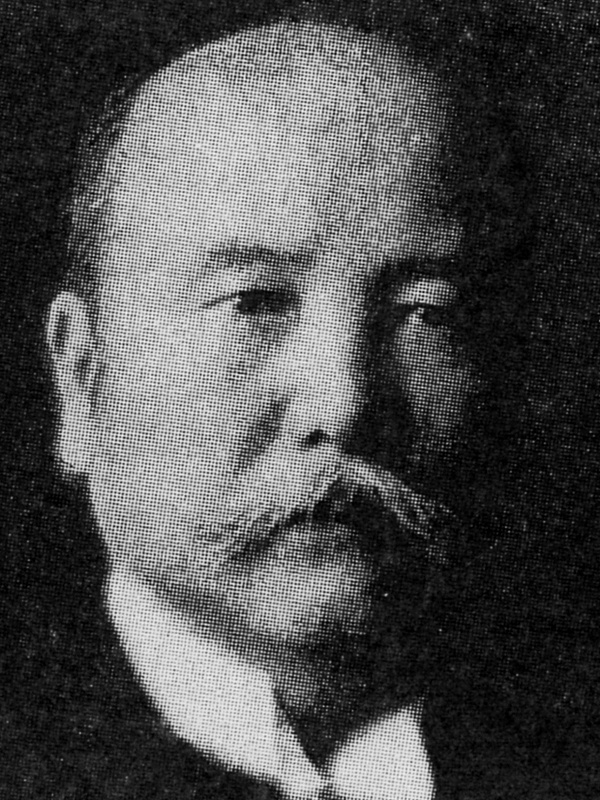
松波仁一郎

松波 仁一郎（まつなみ にいちろう、1868年1月25日（慶応4年1月1日） - 1945年（昭和20年）11月3日）は、日本の法学者。専門は海商法。大阪府出身。民法典・商法典起草補助委員の一人。

## 人物
1868年（慶応4年）岸和田藩士の松波仁右衛門と、妻・八重の長男として大阪岸和田並松町に生まれる。1881年（明治14年）同志社英学校普通科に入学。1886年（明治19年）卒業。キリスト教に対しては批判的だったが、新島襄はそういったことを理由に学生を差別するようなことは全くなく深い感銘を受けたという。同志社卒業後は帝国大学予備門に進学。東京帝国大法科大学に進み、卒業後は1893年（明治26年）に法典調査会起草委員補助に任命され梅謙次郎を補佐、日本民商法典成立に貢献した。海軍大学校教官を経て1900年（明治33年）東京帝国大学教授に就任する。海事法学の世界的権威として活躍しロンドン万国海法会議副議長、パリ万国海法会議議長などを務めた。帝国学士院会員。

## 経歴
- 慶応04年（1868年）正月元日 和泉国岸和田に生れる
- 明治19年（1886年） 京都同志社英学校卒業
- 明治23年（1890年） 第一高等中学校卒業
- 明治26年（1893年） 東京帝国大学法科大学卒業・法典調査会起草委員補助（内閣）・日本法律学校講師
- 明治27年（1894年） 海軍大学校嘱託教授・海軍省及び陸軍省法律顧問
- 明治29年（1896年） 海軍大学校教官・第一高等学校嘱託教授・従七位
- 明治30年（1897年） 海法研究のためイギリス・フランス・アメリカ・ドイツへ留学・海軍省及び逓信省より海法取調嘱託
- 明治31年（1898年） 勲六等
- 明治32年（1899年） ロンドン万国海法会議列席、副議長。慶應義塾大学部法律科教授（商法担当）。
- 明治33年（1900年） 巴里万国海法会議列席、副議長・東京帝国大学教授・東京高等商業学校専攻部講師
- 明治34年（1901年） 法学博士・文官高等試験委員（十数年継続）
- 明治37年（1904年） 内閣法律顧問
- 明治41年（1908年） 法律（商法）取調委員（内閣）
- 明治42年（1909年） 高等官二等
- 大正06年（1917年） 高等官一等
- 大正09年（1920年） フィリピン官立大学にて日本の政治憲法等を講義
- 大正10年（1921年） 勲二等
- 大正11年（1922年） 日本大学商学部長
- 大正12年（1923年） 海事委員会委員（内閣）・コーテンボルグ万国海法会議に列席、副議長・海軍省及び逓信省より海法調査嘱託
- 大正13年（1924年） ロンドン国際船主会議に列席、名誉副議長
- 昭和02年（1927年） 勅旨により帝国学士院会員被仰付
- 昭和03年（1928年） 正三位
- 昭和04年（1929年） 海事法令調査会委員・船員法委員長（逓信省）・法制審議会委員商法主査（内閣）
- 昭和06年（1931年） 万国学士院総合会議に派遣される
- 昭和09年（1934年） 満洲事変の尽力により陸軍省及び海軍省より賞品及び賞状を受ける[2]
- 昭和20年（1945年） 岸和田市の自宅に帰省中腎臓病で死去[3]墓所は多磨霊園。

## 著書
- 保険法 (明治大学45年度法律科第3学年講義録)、松波仁一郎 述 明治大学出版部、[明45]
- 日本会社法 再版、松波仁一郎、明治43
- 牛の込合ひ : 松波随筆、三教書院、昭14
- 商法総論 (明治大学43年度法学科第2学年講義録)、松波仁一郎 述 明治大学出版部、[明43]
- 商法手形編講義 (明治大学42年度法学科3学年講義録)、松波仁一郎 述 明治大学出版部、[明42]
- 保険法 (日本法律学校正科講義録)、松波仁一郎 述 日本法律学校、[明30]
- 国際聯盟に就て・世界の新事情と日本帝国、警察講習所学友会、大正10
- 日本商法 6版、有斐閣、1909
- 商法海商編講義 (明治大学43年度法律科第3学年講義録)、松波仁一郎 述 明治大学出版部、[明43]
- 日本手形法 再版、有斐閣書房、明治42
- 会社法、松波仁一郎 述 学生共同刊行会、大正10
- 新日本商法、有斐閣書房、大正9
- 日本海商法、有斐閣書房、大正6
- 改正日本商法 : 松波私論、明治大学、1912 3版
- 日章国旗論 : 大礼奉祝、松波仁一郎、昭和3
- 日本帝国の世界的位置と軍事教育、教化的国家社、大正14
- 日本商法総則、有斐閣、大正12
- 日章国旗論ノ世界的反響、松波仁一郎、昭和5
- 東郷元帥と山本権兵衛伯、松波仁一郎 述 鹿児島市郷土課、昭和18
- 会社法、[松波仁一郎 述] 轡国太郎、大正14
- 日本手形法 : 松波私論、有斐閣、明41.5
- 空中衝突と空難救助、[松波仁一郎]、[1936]
- 海法、[松波仁一郎 述] 石田正七、大正12
- 目あきの垣覗き、大日本雄弁会講談社、昭11
- 改正日本会社法、松波仁一郎、大正3
- なでしこ、松波仁一郎 編 松波仁一郎、大正6
- 空中衝突と空難救助、[松波仁一郎]、[1936]
- 会社法、[松波仁一郎 述] 轡亀子、大正11
- 日章国旗論、国是会、大正14
- 海員ストライキ論、[出版者不明]、[出版年不明]
- 改正統一手形法、松波仁一郎 [述] 日本大学山岡研究室、昭和8
- 改正日本手形法、有斐閣書房、大正4
- 日本会社法 : 松波私論、有斐閣、明43.2
- 欧洲視察談、松波仁一郎 [著] 日本交通協会、昭和6
- 海法、[松波仁一郎 述] 轡国太郎、大正11
- 商法海商編講義 (明治大学42年度法学科第3学年講義録)、松波仁一郎 述 明治大学出版部、[明42]
- 改正日本商行為法、有斐閣書房、大正2
- 比律賓と日本、丸善、大正10
- 手形法、日本大学、大正11
- 商法手形編講義 (明治大学43年度法学科第3学年講義録)、松波仁一郎 述 明治大学出版部、[明43]
- 日本商法 6版、有斐閣、1909
- 馬の骨、文芸春秋社、昭和16
- 日本商法 : 松波私論、明治大学、明39.12
- 改正日本商法 : 松波私論 4版、有斐閣、1913
- 海商法講義 (日本法律学校正科講義録)、松波仁一郎 述 日本法律学校、[明30]
- 商行為法 (明治大学45年度法律科第2学年講義録)、松波仁一郎 述 明治大学出版部、[明45]
- 昭六欧行 : 松波戯記、松波仁一郎、昭和8
- 会社法、松波仁一郎 講述 日本大学、大正10
- 帝国民法正解 第2巻、松波仁一郎 等著 日本法律学校、[1896-1954]
- 帝国民法正解 第3巻、松波仁一郎 等著 日本法律学校、[1896-1954]
- 帝国民法正解 1 2版、松波仁一郎 [ほか]著 日本法律学校、明治29-31
- 帝国民法正解 第1巻、松波仁一郎 等著 日本法律学校、[1896-1954]
- 帝国民法正解 2 2版、松波仁一郎 [ほか]著 日本法律学校、明治29-31
- 帝国民法正解 第3編、松波仁一郎 [ほか]著 日本法律学校、明治30
- 水野博士古稀記念論策と随筆、水野錬太郎 著[他] 水野錬太郎先生古稀祝賀会事務所、昭12
- 第三版 帝國 民法正解 物権編 自第一巻至第六巻、松波仁一郎 日本法律學校、1903/6/26
- 訂正再版 帝國 民法正解 第三巻 第一編～第三編、松波仁一郎 日本法律學校、1898/08/28
- 帝國 民法正解 總則編 自第一巻至第六巻、松波仁一郎 日本法律学校、1903/6/26
- 訂正三版 帝國 民法正解 總則編 自第一巻至第六巻、松波仁一郎 日本法律學校、1903/6/26
- 訂正再版 帝國 民法正解 第四巻 第一編～第三編、松波仁一郎 日本法律學校、1898/08/28
- 日本商法 改正、明治大學、1911
- 松波私論 改正 日本商法、明治大學、1912/1/15
- 公船責任論ノ實化、松波仁一郎、1928/1/1
- 松波私論 日本商法、明治大學、1908/6/20
- 閲覧可能商法 會社編講義 完、松波仁一郎 講述 明治大學出版部
- 海運鑑定及ヒ欧州海事記、松波仁一郎、1932
- 會社法 大正7年度 ([明治大學大正七年度法律科第二學年講義録])、松波仁一郎 講述 明治大學出版部、[1918]
- 海商法 ([明治大學大正四年度法律科第三學年講義録])、松波仁一郎 講述 明治大學出版部、[18--]
- 海商法 大正8年度 ([明治大學大正八年度法律科第三學年講義録])、松波仁一郎 講述 明治大學出版部、[1919]
- 會社法 大正8年度 ([明治大學大正八年度法律科第二學年講義録])、松波仁一郎 講述 明治大學出版部、[1919]
- 保險法 ([明治大學大正二年度法律科第三學年講義録])、松波仁一郎 講述 明治大學出版部、[18--]
- 會社法 ([明治大學大正六年度法律科第二學年講義録])、松波仁一郎 講述 明治大學出版部、[18--]
- 海商法 ([明治大學大正五年度法律科第三學年講義録])、松波仁一郎 講述 明治大學出版部、[18--]
- 會社法 ([明治大學大正四年度法律科第二學年講義録])、松波仁一郎 講述 明治大學出版部、[18--]
- 手形法 ([明治大學大正三年度法科第三學年講義録])、松波仁一郎 講述 明治大學出版部、[18--]
- 商法 海商編講義 完、松波仁一郎 講述 明治大學出版部講法會
- 手形法、松波仁一郎 講述 早稲田大學出版部
- 商法手形編講義 完、松波仁一郎 講述 明治大學出版部講法會
- 會社法 ([明治大學大正五年度法律科第二學年講義録])、松波仁一郎 講述 明治大學出版部、[18--]
- 會社法 完、松波仁一郎 講述 日本大學、1906
- 海商法 ([明治大學大正六年度法律科第三學年講義録])、松波仁一郎 講述 明治大學出版部、[18--]
- 海商法 大正7年度 ([明治大學大正七年度法律科第三學年講義録])、松波仁一郎 講述 明治大學出版部、[1918]
- 會社法 ([明治大學大正三年度法律科第二學年講義録])、松波仁一郎 講述 明治大學出版部、[18--]
- 會社法 ([明治大學大正二年度法律科第二學年講義録])、松波仁一郎 講述 明治大學出版部、[18--]
- The constitution of Japan、by N. Matsunami Maruzen & Co.、1930.9
- The Japanese constitution and politics / by N. Matsunami
- Maruzen、1940、The Japanese constitution and politics / by N. Matsunami
- Maruzen、1940、The constitution of Japan、by N. Matsunami Maruzen & Co.、1930.9
- The constitution of Japan、by N. Matsunami Maruzen & Co.、1930.9
- 閲覧可能The Japanese constitution = 日本憲法條文と英佛獨譯 : the English、French and German translations with the Japanese text by N. Matsunami Maruzen、1940.12
- 近藤記念海事財団講演 第1輯
- 近藤記念海事財団、大正13
- 帝國民法正解 第1卷 訂正3版、松波仁一郎、仁保龜松、仁井田益太郎 著 日本法律學校、[190-]
- 帝國民法正解、松波仁一郎、仁保龜松、仁井田益太郎 合著 [出版者不明]、[18--]
- 松波博士古稀祝賀記念論文集
- 日本大学商経研究会 編 日本大学商経研究会、1937、
- 松波博士古稀祝賀記念論文集、日本大学商経研究会 編 日本大学商経研究会、昭12
- 松波先生還暦祝賀論文集、田中耕太郎 編 有斐閣、1928
- 日本立法資料全集 別巻 96、信山社出版、1997.10
- 日本立法資料全集 別巻 97、信山社出版、1997.11
- 日本立法資料全集 別巻 98、信山社出版、1997.11
- 日本立法資料全集 別巻 99、信山社出版、1997.11
- 日本立法資料全集 別巻 100、信山社出版、1997.11
- 日本立法資料全集 別巻 95、信山社出版、1997.10
- 兵役義務者問題講演集 第1輯、荒木貞夫、泉二新熊、佐藤鐵太郎、松波仁一郎 [述][他] 兵役義務者後援會、1929.3